# Aurel Iancu
Aurel Gh. Iancu (n. 17 decembrie 1928, Răcoasa, Vrancea) s-a născut în Comuna Răcoasa, Județul Vrancea, la 17 decembrie 1928. Părinții săi (tatăl – Iancu Gheorghe și mama – Iancu Anica) au fost
mici fermieri.
A avut patru surori și un frate. Căsătorit din 1951 cu Elena, proiectant.
Ei au o fiică, Rodica, violonistă și un fiu, Gheorghe-Mihai, doctor în matematică.
A urmat clasele Liceului Comercial din Focșani pe care le-a absolvit în 1948.
A absolvit Facultatea de Științe Economice a Academiei de Studii Economice din București în 1952 și a obținut titlul de doctor în economie în 1972.
În anii 1953-1959 Aurel Iancu a lucrat ca economist principal în Ministerul Industriei Grele, iar, începând din 1960 a intrat prin concurs la Institutul de Cercetări Economice al Academiei Române, ocupând diferite poziții: cercetător principal, șef de sector, director științific, director de proiecte. Începând din 1991 este conducător de doctorat în Institutul Național de Cercetări Economice al Academiei Române.
În anul academic 1970/1971 Aurel Iancu a obținut, prin concurs, o bursă de studii în SUA în cadrul Programului de Schimburi Internaționale de Cercetători (IREX).
În calitatea de visiting scholar în SUA Aurel Iancu a desfășurat activitatea de documentare și cercetare pe tema privind modele de creștere economică la Massachusetts Institute of Technology (Department of Economics), sub îndrumarea prof. E. Domar, precum și la Harvard University și California University – Berkeley.
Cu acest prilej Aurel Iancu a participat și la seminarii conduse de W. Leontief, Paul Samuelson, Robert Solow, Kenneth Arrow, laureați ai Premiului Nobel pentru Economie, și la prelegerile prof. Gerard Debreu (laureat al Premiului Nobel pentru Economie), Gregory Grossman ș.a.
În anii care au urmat, Aurel Iancu a efectuat vizite de studii, în cadrul programelor de documentare și schimburi științifice internaționale, la institute de cercetări economice din Moscova, Budapesta, Praga și a participat la conferințe și colocvii științifice internaționale în Italia, Germania, Franța, Bulgaria pe probleme privind aplicații matematice în economie, relații economice internaționale, resursele naturale și creșterea economică.
În anul 1993 a fost ales membru corespondent și în anul 2001 membru titular al Academiei Române.